# Seymouria sanjuanensis
Seymouria sanjuanensis — викопний вид ранніх земноводних ряду Seymouriamorpha. S. sanjuanensis включає в себе найдрібніші відомі зразки сеймурії і декілька відносно великих зразків (Vaughn, 1966). Цей вид був досить широко поширений і його скам'янілості знайдені в американських штатах Юта, Нью-Мексико та у Німеччині (Berman et al., 1987). Вид існував у кінці пермі (290–280 млн років тому).